# ورزشگاه ملی کریکت کابل
ورزشگاه ملی کریکت کابل ورزشگاهی در کابل در کشور افغانستان است. این ورزشگاه در سال ۲۰۱۱ به بهره برداری رسیده‌است و هم چنین گنجایش ۶۰۰۰ نفر را دارا می‌باشد. این ورزشگاه کریکت در نزدیکی ورزشگاه غازی واقع شده است. 

## تاریخچه
این ورزشگاه کریکت در سال ۱۳۹۰ توسط نمایندگی ایالات متحده آمریکا برای توسعه بین‌المللی با پشتیبانی فنی فدراسیون کریکت افغانستان ساخته شد.